# やまゆり公園

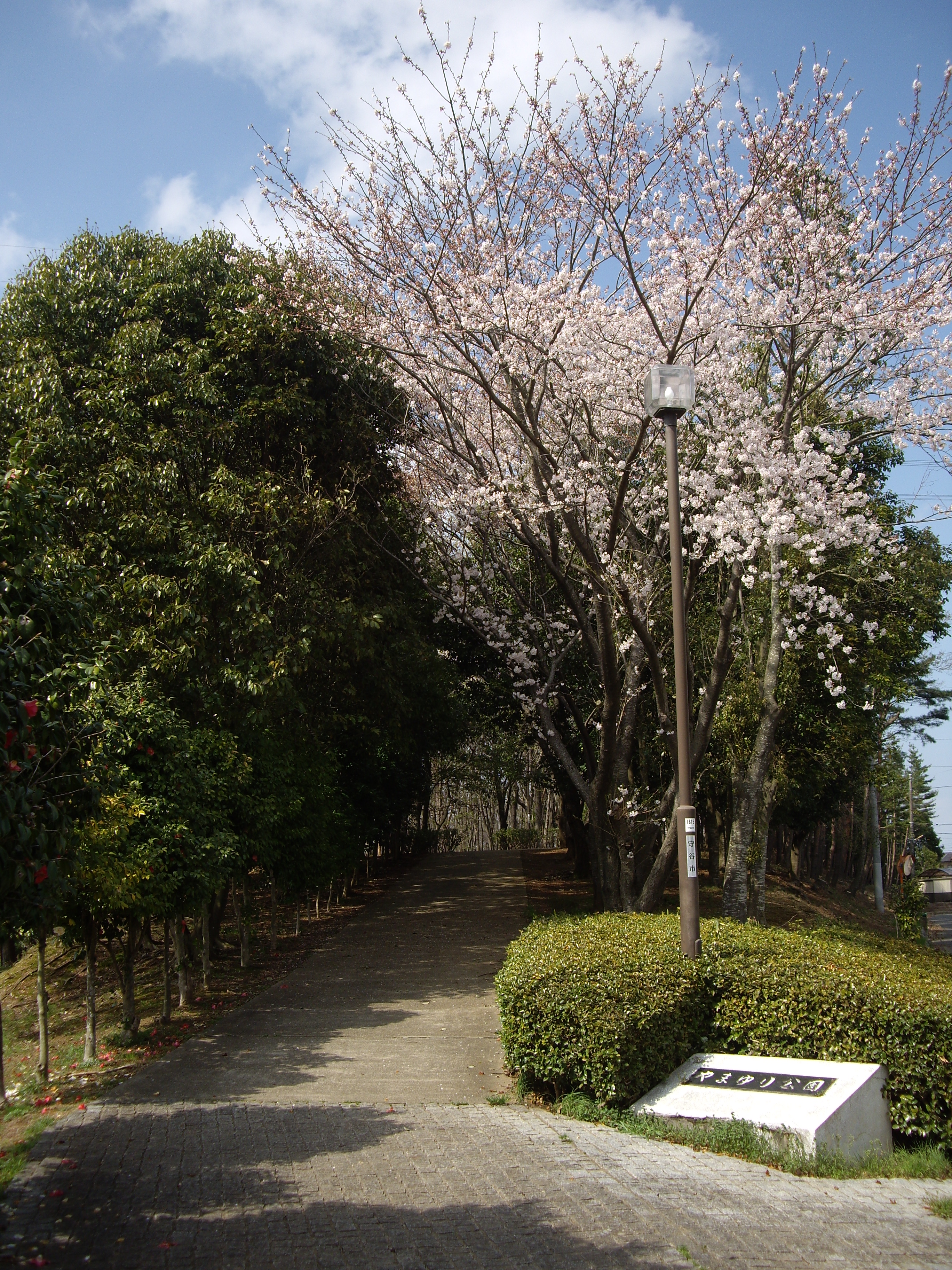
やまゆり公園・入口

やまゆり公園（やまゆりこうえん）は、茨城県守谷市薬師台六丁目にある公園である。北守谷野球場がある。

## 概要
常総ニュータウン北守谷造成時に作られた主要公園の一つである。薬師台の南端に広がる、造成前から周辺に広がっていた雑木林をそのまま活かした公園で、北守谷野球場が併設されている。坂を下ったところに四季の里公園が隣接する。
また、樹木の管理などは町内会と市が協働して管理している。